# Orumcekia libo
Orumcekia libo là một loài nhện trong họ Agelenidae.
Loài này thuộc chi Orumcekia. Orumcekia libo được Jia-Fu Wang miêu tả năm 2003.